# Паства (Польща)
Паства (пол. Pastwa, нім. Groß Weide) — село в Польщі, у гміні Квідзин Квідзинського повіту Поморського воєводства.
Населення — 281 особа (2011).
У 1975-1998 роках село належало до Ельблонзького воєводства.

## Демографія
Демографічна структура станом на 31 березня 2011 року:
|          | Загалом | Допрацездатний вік | Працездатний вік | Постпрацездатний вік |
| -------- | ------- | ------------------ | ---------------- | -------------------- |
| Чоловіки | 143     | 32                 | 105              | 6                    |
| Жінки    | 138     | 29                 | 89               | 20                   |
| Разом    | 281     | 61                 | 194              | 26                   |